# Pupp József
Pupp József (Aranyospolyán, 1921. március 9. – Marosszentgyörgy, 2007. április 7.) magyar nyelv és irodalom szakos tanár.

## Életpályája
1939-ben kántortanítói diplomát szerzett a marosvásárhelyi Római Katolikus Főgimnáziumban, majd a Római Katolikus Elemi Iskolában kezdte el oktatási tevékenységét. 1961-ben a kolozsvári Babeș–Bolyai Tudományegyetem Filológia Karán végez, ahol magyar nyelv és irodalom-, történelemből nyer képesítést.
1942. március 14-én behívják sorkatonának, 1942. október 12-én vonult be tényleges katonai szolgálatra a marosvásárhelyi 27/III. gyalogzászlóalj géppuskás századához. A kiképzés alatt szerzett betegsége miatt decemberben egy évre felmentik. 1943 decemberében újra behívták, majd 1944
januárjában a tartalékos tiszti iskola II. évfolyamára
vezényelték.
A háború után Klagenfurt közelében angol hadifogság
ba esik, ahonnan 1946. május 20-án szabadult.

## Díjai, elismerései
- 1960 – a Munka Érdemrend ezüst fokozata
- 1999 – RMPSZ Ezüstgyopár díj
- 2000 – Románia csillaga érdemrend lovagi fokozata,
- 2014 – Marosszentgyörgy posztmortem tiszteletbeli polgára